# Trioxys
Trioxys is een geslacht van parasitoïde insecten uit de familie van de schildwespen (Braconidae), onderfamilie Aphidiinae. Het zijn kleine vliesvleugelige insecten waarvan de larven parasiteren in bladluizen, die ze geleidelijk van binnenuit opeten, waarna ze verpoppen en uitvliegen. Vanwege dit gedrag zijn sommige soorten bruikbaar bij de biologische bestrijding van in de land- en tuinbouw schadelijke bladluizen.
De wetenschappelijke naam Trioxys werd voor het eerst geldig gepubliceerd door Alexander Henry Haliday in 1833. Haliday beschreef Trioxys aanvankelijk als een ondergeslacht van Aphidius. Als soorten noemde hij Aphidius Trioxys auctus, A.T. pallidus, A.T. Angelicae, A.T. Centaureae, A.T. Aceris (=ongerechtvaardigd nomen novum voor Aphidius cirsii Curtis, 1831), A.T. Heraclei, A.T. letifer, A.T. minutus  en A.T. brevicornis. In dezelfde publicatie beschreef Haliday nog de volgende ondergeslachten van Aphidius: Ephedrus, Trionyx (later veranderd in Toxares; Trionyx was reeds in gebruik voor een geslacht van schildpadden, benoemd door Étienne Geoffroy Saint-Hilaire), Praon en Monoctonus.

## Soorten
Volgens Encyclopedia of Life behoren volgende soorten tot het geslacht Trioxys:
- Trioxys acericola Stary & Mackauer, 1971
- Trioxys ademuzi Michelena & Sanchis, 1994
- Trioxys ameraceris Smith, 1944
- Trioxys annae Davidian, 2005
- Trioxys apterus Gardenfors, 1990
- Trioxys artemisiarum Pike & Stary 1997
- Trioxys artistigma Takada, 1966
- Trioxys asiaticus Telenga, 1953
- Trioxys asyae Davidian, 2005
- Trioxys atriplecis Ivanov, 1925
- Trioxys auctus (Haliday, 1833)
- Trioxys bajariae (Gyorfi, 1958)
- Trioxys belokobylskiji Davidian, 2005
- Trioxys betulae Marshall, 1896
- Trioxys bicuspis Mackauer, 1960
- Trioxys bonnevillensis Smith, 1944
- Trioxys brevipalpus Takada, 1966
- Trioxys californicus Stary & Zuparko, 1995
- Trioxys chaetosiphonis Stary, 1971
- Trioxys chaitaphidis Mackauer, 1962
- Trioxys chasanicus Davidian, 2005
- Trioxys cirsii (Curtis 1831)
- Trioxys complanatus Quilis, 1931
- Trioxys curvicaudus Mackauer, 1967
- Trioxys euceraphis Takada, 1966
- Trioxys exareolatus (Viereck, 1917)
- Trioxys falcatus Mackauer, 1959
- Trioxys flavus Chou & Xiang, 1982
- Trioxys gahani Smith, 1944
- Trioxys galiobii Stary, 1974
- Trioxys glaber Stary, 1966
- Trioxys hokkaidensis Takada, 1968
- Trioxys humuli Mackauer, 1960
- Trioxys ibis Mackauer, 1961
- Trioxys imphalensis Paonam & Singh, 1988
- Trioxys infrequens Smith, 1944
- Trioxys inulaecola Stary & Remaudiere, 1987
- Trioxys iziphyae Mackauer, 1967
- Trioxys japonicus Takada, 1966
- Trioxys lambersi Mackauer, 1960
- Trioxys latgei Stary & Remaudiere, 1977
- Trioxys liui Chou & Chou, 1993
- Trioxys longicaudi Stary, 1978
- Trioxys macroceratus Stary, 1960
- Trioxys mexicanus Stary & Remaudiere, 1982
- Trioxys microceratus Mackauer, 1968
- Trioxys monelliopsis Stary & Marsh, 1982
- Trioxys moshei Mescheloff & Rosen, 1993
- Trioxys mutilus Mackauer, 1961
- Trioxys myzocallis Takada, 1968
- Trioxys ovalis (Provancher, 1886)
- Trioxys pallidus (Haliday, 1833)
- Trioxys pannonicus Stary, 1960
- Trioxys pappi Takada, 1979
- Trioxys parauctus Stary, 1960
- Trioxys peniculatus Agarwala, Saha & Mahapatra, 1985
- Trioxys persicus Davidian, 2005
- Trioxys phyllaphidis Mackauer, 1961
- Trioxys populi Gu & Zhao 1997
- Trioxys quercicola Stary, 1969
- Trioxys raychaudhurii Bhagat, 1990
- Trioxys rishii Stary & Bhagat, 1978
- Trioxys robiniae Dong & Wang, 1993
- Trioxys rokkoensis Davidian, 2007
- Trioxys rosae Pike & Stary, 1996
- Trioxys rosaecola Bhagat, 1982
- Trioxys setaceus Pike & Stary 2000
- Trioxys shivaphis Takada, 1966
- Trioxys soporensis Shuja-Uddin, 1982
- Trioxys spinosus Stary, 1963
- Trioxys staryi Mackauer, 1968
- Trioxys sunnysidensis Fulbright & Pike, 2007
- Trioxys tamarae Davidian, 2005
- Trioxys tanaceticola Stary, 1971
- Trioxys tenuicaudus Stary, 1978
- Trioxys udalovi Davidian, 2005